# Maldad Eterna
Maldad Eterna, (en inglés Forever Evil) es un evento crossover que comenzó en septiembre de 2013 y terminó en mayo de 2014, la serie principal es escrita por Geoff Johns y el arte fue creado por David Finch. Es el primer gran crossover de la compañía desde que fue reiniciado el universo con The New 52, y se centra en los villanos del Universo DC intentando proteger la tierra del Sindicato del Crimen de Tierra-3 justo después de los acontecimientos de Trinity War. El evento fue originalmente programado para terminar en marzo con Forever Evil # 7, pero posteriormente se retrasó hasta abril, y, finalmente, de nuevo a mayo. El retraso en cuestión se debió a que Johns se dio cuenta de que necesitaba más páginas para la conclusión de la historia de lo previsto originalmente.

## Sinopsis

### Antecedentes
Al final del evento Trinity War, el líder de la sociedad secreta es revelado como Alfred Pennyworth de Tierra-3, utiliza la caja de Pandora para abrir una puerta de entrada desde Tierra Prima a la Tierra-3, que permite a Ultraman, Superwoman, Owlman, Johnny Quick, Ring Power, y Deathstorm llegar, mientras que su compañero de equipo Sea King no sobrevive al viaje. Además, Superwoman trae un prisionero encapuchado a través de la puerta de enlace con ellos. Atom se revela como el espía en las ligas y su verdadera identidad es Atómica de la Tierra-3 . Las partes de prótesis de Cyborg, que se han separado del cuerpo de Víctor, se forman en un cyborg llamado Grid, que es un virus de computadora pensante . El Sindicato del Crimen ataca a las tres Ligas de la Justicia (Justice League, Justice League of america y Justice League Dark) y reclama la Tierra Prima como suya.
Mientras tanto, Cheetah está encerrada en Belle Reve, y se comunica con una persona desconocida para decirles que ha sido encerrada y está esperando a Black Manta, mientras que Zatanna menciona premoniciones de una próxima guerra entre superhéroes desencadenada por una muerte, y John Constantine estrecha la mano de Lex Luthor.

### Argumento principal
Lex Luthor es liberado de la cárcel, y se entera de que Superman no ha sido visto por 24 horas. Luthor pone en marcha un plan, donde envía a unos astronautas al espacio y sabotea los motores de la nave. Al hacerlo, espera que Superman llegue para salvar la nave antes de que se estrelle. Sin embargo, Superman no viene, y Luthor opta por no salvarlos con su traje, por lo que el incidente parece un fracaso de Superman. Luthor se reúne con Thomas Kord, en un intento de adquirir Industrias Kord, cuando su helicóptero se queda sin energía y cae del cielo. Al levantarse de los escombros, es testigo de como Ultraman entra en un edificio de LexCorp para robar Kryptonita, triturarla e inhalarla para ganar fuerza. Ultraman le solicita a Grid que encuentre otras ubicaciones de la misma, a la vez que Grid está recortando el poder de todas las mayores ciudades y, al mismo tiempo, están orquestando la liberación de todos los presos de las cárceles sobrehumanas del mundo. Nightwing vuelve a Gotham City de Chicago para devolver a Victor Zsasz a Arkham Asylum cuando es secuestrado por Superwoman y Owlman. En Central City, los Rogues tratan de irrumpir en la penitenciaria de Iron Heights para liberar a Trickster, solo para ser interrumpido por Johnny Quick, que tiene éxito en la liberación de todos los presos. En Belle Reve, Amanda Waller le pide a Black Manta que se una al Escuadrón Suicida, que se niega a medida que Deathstorm y Ring Power se infiltran en la prisión. Scarecrow intenta reclutar a varios villanos de Batman a la Sociedad Secreta, y ellos, junto con muchos otros villanos, aceptan y se reúnen en la derrumbada Atalaya de la Liga de Justicia. Allí, el Sindicato del Crimen les presenta el tridente de Aquaman, el lazo de la Mujer Maravilla y la capa de Superman como prueba de que la Liga de la Justicia está muerta. Durante la emisión del Sindicato del Crimen al mundo, Superwoman revela que Nightwing es Dick Grayson. Después de que los villanos se dispersen, Ultraman es afectado por el sol naciente, así que mueve la luna delante de él para crear un eclipse en la Tierra. Al ver esto, Luthor se da cuenta de que este es un trabajo para Superman, y se pregunta dónde está.
Mientras se encuentra en la entrañas de LexCorp, Luthor se encuentra con su guardia de seguridad de Otis, y procede a la localización del sujeto B-0̸, un experimento para tratar de clonar un sujeto puramente kryptoniano, después de que el primer intento hace 5 años resultó en un sujeto de prueba convertido en un descomunal monstruo de piel blanca. Sabiendo que necesita otros cinco años para completar el proceso de clonación, Luthor no ve otra opción más que usar el experimento en la situación actual, y decide liberarlo. Luthor se presenta a la criatura como su maestro y pone a prueba su control ordenando a matar a Otis. B-0̸, se niega y es resistente a los disparos de Otis. Otis intenta dañar a Lex por usarlo como cebo, lo que hace que la criatura ataque y mate a Otis. Satisfecho, Lex Luthor procede a la cámara donde contiene su armadura y le da a la criatura un traje de Superman, que se pone del revés, invirtiendo el escudo. En la Watchtower de Liga de la Justicia, el Sindicato del Crimen argumenta sobre cómo proceder. Owlman quiere una infraestructura a cargo, como lo había hecho en la ciudad de Gotham en la Tierra-3, Johnny Quick quiere ir a divertirse en el nuevo mundo, y Power Ring quiere permanecer al margen. Grid informa a Ultraman que hay un levantamiento en Kahndaq que requiere su atención y que los Rogues se niegan a unirse al sindicato del crimen. Ultraman le dice a Grid que mande a Deathstorm y a Power Ring para encararse de los Rogues y, antes de salir, comprueba el estado del prisionero encapuchado que trajeron con ellos desde la Tierra-3. Owlman y Superwoman creen que debería ser asesinado, pero Ultraman lo mantiene con vida, diciendo que lo puedan necesitar. Owlman solicita entonces que Nightwing se quede con vida entonces, pero Ultraman y The Outsider dicen que el no es nada, sabiendo que él no es el Dick Grayson que conocían de la Tierra-3. Después de que Ultraman se va, Superwoman, que está teniendo una aventura con Owlman, le revela que ella está embarazada de su hijo. Como un grupo de miembros del SWAT de Happy Harbor intentó atacar al sindicato del crimen, los Teen Titans llegan a la Watchtower de la Liga de la Justicia a hacer lo mismo. Cuando llegan, son recibidos por Johnny Quick y Atómica. Johnny Quick usa sus poderes en Kid Flash, lo que crea un agujero en el tiempo que jala a los Teen Titans a través. Mientras tanto en S.T.A.R. Labs, el Dr. Silas Stone y el Dr. Thomas Morrow permanecen en el Salón Rojo para proteger toda la tecnología e investigaciones. Batman y Catwoman aparecen, con Cyborg gravemente herido. Cuando el Dr. Morrow pregunta a Batman, donde esta el resto de la liga de la justicia, Batman se limita a afirmar que "ellos no lo lograron".
Batman continúa explicando que, después de que el sindicato del crimen llegó, Deathstorm atacó a Firestorm, exponiendo la matriz que une a Ronnie Raymond y Jason Rusch, haciendo que todo el mundo excepto Batman, Catwoman y Cyborg queden atrapados dentro de la matriz. Mientras que el Dr. Stone y el Dr. Morrow se preparan para estabilizar Cyborg, Batman se entera de que Nightwing fue enmascarado y decide ir a buscarlo. En otro lugar, Luthor se conecta a uno de sus satélites personales para localizar el Sindicato del Crimen. Localiza a Ultraman que está en batalla con Black Adam. Ultraman es capaz de derrotarlo y fracturarle la quijada antes de ir a buscar a Metallo, mientras que Luthor descubre que Ultraman evita la luz solar directa. En Central City, Deathstorm y Ring Power enfrentan a los Rogues por no unirse a ellos y no querer diezmar el resto de la ciudad. Captain Cold es capaz de congelar la mano de Power Ring antes de que Deathstorm lo ataque y extraiga sus poderes de congelación de su ADN. Mirror Master intenta sacar a los Rogues a través del mundo de los espejos, pero Ring Power destruye el espejo haciendo que los Rogues se separen. Captain Cold termina al lado de Luthor y de su clon de Krypton, donde también se suman Black Manta, que ha recuperado Black Adam del océano. Black Manta afirma que desde que el sindicato del crimen le quitó la oportunidad de matar a Aquaman y, creando el eclipse, hundiendo la tumba de su padre por la marea, él está tratando de tomar todo de ellos. Luthor se da cuenta de que, con la ayuda de su clon, Black Adam, Black Manta y Captain Cold tal vez pueden ser capaces de detener al sindicato del crimen.
Batman lleva a Catwoman a la Baticueva, donde el le muestra sus planes de contingencia para cada miembro de la Liga de la Justicia, con la esperanza de cada uno de ellos sirva en sus contrapares de la Tierra-3. Mientras tanto, Luthor intenta revivir a Black Adam, mientras que Captain Cold intenta construir otra Cold-gun. Luthor lleva a su grupo a través de los desagües, donde se terminan en Wayne Enterprises, solo para ver a Batman y a Catwoman allí. En otro lugar, Superwoman encuentra a Ultraman arrebatándole la kryptonita a Metallo, donde ella le dice que está embarazada de su hijo (después de haberle dicho previamente a Owlman lo mismo), y que Owlman está planeando algo contra ellos. En Central City, Ultraman solicita a Deathstorm comenzar a averiguar la capacidad de Firestorm para transmutar los elementos para que pueda crear Kryptonite, y después envía a Power Ring tras Captain Cold. Power Ring tiene miedo de ir solo así que le pide a Grid ayuda, por lo que le envía a miembros de la Sociedad secreta para que le ayuden. Volviendo a Wayne Enterprises, Power Ring llega y comienza a atacar a Batman y a Luthor. Batman decide usar su plan de contingencia para Green Lantern, y se pone un anillo de Sinestro Corps. Sin embargo, las construcciones de Power Ring son capaces de quitarle el anillo a Batman y destruirlo diciéndole a Batman que un anillo amarillo jamás le haría daño, pero súbitamente es golpeado por Sinestro que le demuestra que esta equivocado.
Sinestro sigue a Power Ring a través de las alcantarillas y, luego de una batalla, le corta el brazo derecho donde porta el anillo, lo que permite a su anillo ir en búsqueda de un nuevo huésped. Aliviado de ser libre, Power Ring termina agradeciendo a Sinestro justo antes de que este le vuele la cabeza. Luthor, su equipo, Batman y Catwoman son capaces de someter a Blockbuster, Copperhead, Giganta, y Shadow Thief, así como de convencer a Deathstroke para unirse a su lado. En otro lugar, Ultraman y Superwoman van a la Baticueva para tomar el anillo de kryptonita de Batman, solo para descubrir que no está. Súbitamente son contactados por Grid para informarles de la muerte de Power Ring, así como la adición de que el anillo libero un pulso de energía en las afueras de Maine y apareció una grieta enorme de energía color rojo. Ultraman, sabiendo que la criatura que destruyó su mundo los ha encontrado, ordena al Sindicato de reagruparse y se dirige a Maine con ellos.
Ultraman le pregunta a Deathstorm si él es capaz de cerrar la grieta dimensional que se creó debido a que el anillo de Power Ring ha encontrado un nuevo huésped y sirve como un faro para el ser que los ha estado siguiendo. Batman, Luthor y su equipo llegan a la Watchtower, y van en busca de Nightwing y el Sindicato del Crimen. Outsider contacta a Owlman para informarle de que Grid ha colocado a Nightwing en una " máquina de asesinato", originalmente destinada a Doomsday. Cuando Grid le informa a Outsider de la intrusión de Luthor, Batman y su equipo, Outsider le informa a Owlman que le dice que proteja a Grayson, pero Outsider lo desobedece y se dirige a matar al prisionero encapuchado para evitar que lo liberen. Black Manta lo intercepta y mata a Outsider. Batman, Luthor, Catwoman y Bizarro entren en la sala con Nightwing y lo ven en la máquina, y quedan atrapados. Se dan cuenta de que la máquina es el detonador de una bomba, que solo se puede desarmar si el corazón de Nightwing se detiene. Los restantes miembros del Sindicato del Crimen vuelven a la Atalaya y atacan a Sinestro, Deathstroke y Black Adam. Johnny Quick y Atómica atacan Captain Cold y Black Manta, que han desenmascarado el prisionero y le han retirado la cinta de la boca. Captain Cold se enfrenta a Johnny Quick y utiliza su Cold-Gun para dispararle en la pierna a Johnny Quick para luego hacérsela añicos. Volviendo a Nightwing, Luthor impide que Batman siga tratando de liberar a Nightwing, y toma la elección de detener el corazón de Dick para que la bomba se desactive y se salven los demás. Como muere Nightwing, Batman ataca a Luthor para asesinarlo. Sin embargo, Luthor intenta razonar con él, diciéndole que todo va a estar bien, ya que tiene todo bajo control. Con el prisionero encapuchado ahora libre, que se revela como Alexander Luthor, y grita  Mazahs  para acceder al relámpago oscuro, que deja inconsciente a Atómica. Alexander Luthor se transforma en Mazahs (la versión de Tierra-3 de Shazam) y mata al herido Johnny Quick, tomando su poder. Luego exclama que él matará a todo el mundo y se convertirá en el héroe más poderoso de la Tierra Prime.
Batman sigue tratando de asesinar a Luthor por haber matado a Nightwing cuando de pronto este se lo quita de encima y le dice que lo único que hizo fue darle una píldora cardioplejica que detuvo su corazón y que lo único que necesita es una inyección de adrenalina para volverlo a reanimar, inmediatamente después que le da la inyección Nightwing revive y Batman lo abraza por lo que Luthor queda sorprendido y súbitamente B-0̸, abraza a Luthor por imitar a Batman. Mientras tanto Alexander Luthor de tierra-3 se encuentra frente a Captain Cold y Black Manta y les pregunta si son humanos, cuando Captain Cold le dice que si él dice que son inútiles para el, para luego salir como un relámpago dejando a Cold y a Manta atrás. Mientras tanto, Luthor, Batman, Catwoman, B-0̸, y un recién salvado Nightwing escuchan sonidos detrás de la puerta y súbitamente la puerta es despedida hacia enfrente, los héroes y Luthor ven a Grid aparecer por la puerta para luego desplomarse y destruirse, luego aparece Victor Stone diciendo que “Cyborg vuelve a vivir”. 
El equipo se divide en dos: Batman, Cyborg, Catwoman y Nightwing van al subnivel de la Watchtower para salvar a Firestorm que contiene encerrados dentro de él, mientras que Luthor y B-0̸, se encaminan a confrontarse con el sindicato del crimen, antes de separarse Luthor le desea a Batman buena suerte y le estrecha la mano, solo para que resulte ser una treta porque Luthor tiene ahora el anillo de Kryptonita, antes de irse se lleva un pararrayos del futuro que esta en la bóveda de la Watchtower.
Mientras que Ultraman y Deathstorm están buscando a Alexander Luthor y se preguntan donde se encuentra Superwoman, esta se aparece y se revela que ella los había traicionado y que el bebe que está esperando es en realidad de Alexander Luthor. Mientras Cyborg les explica que Steve Trevor se contactó con Martian Manhunter y le dijo que con ayuda del lazo de la verdad de Wonder Woman podrían sacarlos de la matriz Firestorm, sin embargo que esto solo lo podía hacer alguien que tuviera un fuerte vínculo con Wonder Woman pero que Trevor no estaba disponible por lo que Batman se ofrece para intentarlo.
Mientras tanto, Ultraman y Alexander Luthor están peleando pero Alexander Luthor es mucho más fuerte que Ultraman por lo que lo derrota, Superwoman usa su lazo de la sumisión en Deathstorm para que se someta a ella y Alexander Luthor pueda matarlo y absorber sus poderes. El equipo de Luthor, Cold, Manta, Black Adam, Deathstroke y B-0̸, se reúnen para presentarle batalla a Alexander Luthor pero él es más fuerte que todos ellos, Luthor le pregunta quien es el a Captain Cold y este le cuenta lo que paso y que demás el sujeto se hizo llamar Alexander Luthor, Alexander entonces ataca a Luthor pero súbitamente es contrarrestado por B-0̸, pero Alexander lo mata y toma sus poderes lo que hace que Luthor se enoje.
Mientras en el subnivel de la Watchtower, Owlman se aparece y ataca a Dick mientras le dice que espera que Dick gane porque ya no le queda nada ni nadie por lo que luchar y desaparece en una cortina de humo mientras dice que hará un nuevo equipo. Mientras tanto, Luthor les dice a Black Adam y a Siniestro que necesita que le claven a Alexander Luthor el pararrayos que tomo de la Watchtower y que, posteriormente, Black Adam utilizando su relámpago mágico lo canalice al pararrayos para quitarle su poder a Alexander. Ejecutan el plan pero tiene un error, el relámpago mágico de Black Adam no le hace nada a Alexander pero deja fuera de combate a Superwoman, entonces Luthor le hace frente y mientras Alexander lo golpea, Luthor pronuncia la palabra que le dio sus poderes a Alexander ya que siendo los dos opuestos, siguen sonando igual, por lo que el relámpago oscuro es invocado y este le quita sus poderes a Alexander para después ser asesinado por Luthor.
Ultraman aprovecha la oportunidad y ataca a Luthor pero Black Adam liberan a la tierra del eclipse, por lo que regresa la luz solar, además de que Batman tiene éxito en salvar a los héroes, Ultraman se debilita tan rápidamente que pide a Luthor que lo mate pero este se niega mientras le dice que vivirá “como el hombre más débil y cobarde del mundo”, Atómica despierta dice que no puede volver a su tamaño normal, solo para ser aplastada unos segundos después por Luthor.
Los héroes se encuentran afuera pero Superman sigue estando en peligro de muerte por el fragmento de Kryptonita que tiene alojado en el cerebro (Atómica lo puso ahí para que el perdiera el control y se debilitara) pero Luthor lo salva extirpándoselo.
Tiempo después, los villanos reciben indultos por algunos de sus crímenes pero algunos de ellos se niegan y se separan, Luthor recibe en su oficina a Ted Kord, el hijo de Thomas Kord y este le dice que si quiere la empresa de su padre este con gusto la venderá, pero Luthor no la acepta y le dice que su padre quería que fuera un negocio familiar. Batman le dice a Dick que debe fingir su muerte para sacarle provecho porque le va a pedir realizar "la misión más difícil que jamás le ha pedido". Tiempo después, mientras está analizando algunas fotos de Batman y Dick Grayson, Luthor llega a la conclusión de que Bruce Wayne es Batman. Al mismo tiempo Superman cree que la energía roja que apareció en Maine es Darkseid que regresa nuevamente, sin embargo se descubre que la energía es irradiada por el anti-monitor que ha terminado de destruir Tierra-3 y se prepara para ir a otro universo.
Títulos "Villanos Mes" [fuente de edición | editar]
"Villanos Mes"
Un ejemplo de los "villanos" Mes cubiertas lenticulares 3D, con la cubierta de Batman # 23.1 o Joker # 1 (septiembre 2013 DC Comics). Arte por Jason Fabok.
Publicación de información
Editorial DC Comics
Formato Uno-shots
Género
Super héroe
Fecha de publicación 09 2013
Equipo creativo
Escritor (s) Múltiple
Artista (s) Múltiple
Ediciones Collected
DC Comics The New 52 Villanos Omnibus ISBN 978-1-4012-4496-5
Para el mes de septiembre, en relación con Forever Evil, aproximadamente un tercio de los títulos en curso en el momento publicado varios temas "Villanos Mes", mientras que el resto se saltó publicación. Todos los títulos utilizan el sistema "punto", en sustitución del sistema de numeración actual, que se reanudaron en octubre de 2013. Los títulos eran conocidos tanto por su título de la publicación normales, así como su título "Villanos Mes". Cada libro presenta movimiento lenticular 3D cubre en la parte frontal y la parte posterior del título. [71] DC también dio a conocer versiones 2D de las cubiertas también. [72] A medida que el 3D cubre tuvo que ser impresa meses de antelación de lo normal, ni el 3D o el 2D incluye los créditos creadores destacados. Esto fue criticado por Yanick Paquette, quien más tarde se aclaró sus quejas, diciendo que no estaba al tanto de la producción adicional que se necesita para las portadas y entendió que esto era una decisión DC se vio obligado a realizar, con el fin de obtener las cubiertas a tiempo. [73]
Los villanos de DC que recibieron sus títulos y que eran parte de Forever Evil trajo comparación con la Legion of Doom, porque muchos de los villanos son miembros de las diferentes encarnaciones de la Legion of Doom. [74] Muchos de los títulos a explorar el fondo del villano titular, con un poco de ser una recta de un solo disparo, y otros atando en

#### Tie-Ins
Paralelamente a este evento DC lanzó Forever Evil: Arkham War, que explica la situación en Gotham City cuando los villanos comienzan la guerra por el control de la ciudad, Forever Evil: Rogues Rebellion que detalla lo sucedido a los Rogues después de que son separados y Forever Evil: Blight que relata lo sucedido con la Justice League Dark con un ente oscuro llamado Blight que es la personificación de la maldad.

#### Villains month
Adicionalmente todos los títulos normales presentaban una historia de cada villano en lo que se llamó Villains Month
| Esta es la lista de títulos que han salido en U.S.A. | Esta es la lista de títulos que han salido en U.S.A. | Esta es la lista de títulos que han salido en U.S.A. | Esta es la lista de títulos que han salido en U.S.A. | Esta es la lista de títulos que han salido en U.S.A.                      | Esta es la lista de títulos que han salido en U.S.A. |
| Nombre Original                                      | Nombre Original                                      | Villano                                              | Escritor                                             | Dibujantes                                                                |                                                      |
| ---------------------------------------------------- | ---------------------------------------------------- | ---------------------------------------------------- | ---------------------------------------------------- | ------------------------------------------------------------------------- | ---------------------------------------------------- |
| Action Comics                                        | #23.1                                                | Cyborg Superman #1                                   | Michael Alan Nelson                                  | Mike Hawthorne                                                            |                                                      |
| Action Comics                                        | #23.2                                                | Zod #1                                               | Greg Pak                                             | Ken Lashley                                                               |                                                      |
| Action Comics                                        | #23.3                                                | Lex Luthor #1                                        | Charles Soule                                        | Raymund Bermúdez                                                          |                                                      |
| Action Comics                                        | #23.4                                                | Metallo #1                                           | Sholly Fisch                                         | Steve Pugh                                                                |                                                      |
| Aquaman                                              | #23.1                                                | Black Manta #1                                       | Geoff Johns y Tony Bedard                            | Claude St. Aubin                                                          |                                                      |
| Aquaman                                              | #23.2                                                | Ocean Master #1                                      | Geoff Johns y Tony Bedard                            | Geraldo Borges y Ruy Jose                                                 |                                                      |
| Batman                                               | #23.1                                                | Joker #1                                             | Andy Kubert                                          | Andy Clarke                                                               |                                                      |
| Batman                                               | #23.2                                                | Riddler #1                                           | Scott Snyder y Ray Fawkes                            | Jeremy Huan                                                               |                                                      |
| Batman                                               | #23.3                                                | Penguin #1                                           | Frank Tieri                                          | Christian Duce                                                            |                                                      |
| Batman                                               | #23.4                                                | Bane #1                                              | Peter Tomasi                                         | Graham Nolan                                                              |                                                      |
| Batman and Robin                                     | #23.1                                                | Two-Face #1                                          | Peter Tomasi                                         | Guillem March                                                             |                                                      |
| Batman and Robin                                     | #23.2                                                | Court of Owls #1                                     | James Tynion IV                                      | Jorge Lucas                                                               |                                                      |
| Batman and Robin                                     | #23.3                                                | Ra's al Ghul and the League of Assassins #1          | James Tynion IV                                      | Jeremy Haun                                                               |                                                      |
| Batman and Robin                                     | #23.4                                                | Killer Croc #1                                       | Tim Seely                                            | Francis Portela                                                           |                                                      |
| Batman/Superman #3.1                                 | Batman/Superman #3.1                                 | Doomsday #1                                          | Greg Pak                                             | Brett Booth y Norm Rapmund                                                |                                                      |
| Batman: The Dark Knight                              | #23.1                                                | Ventriloquist #1                                     | Gail Simone                                          | Derlis Santacruz                                                          |                                                      |
| Batman: The Dark Knight                              | #23.2                                                | Mr. Freeze #1                                        | Justin Gray y Jimmy Palmiotti                        | Jason Masters                                                             |                                                      |
| Batman: The Dark Knight                              | #23.3                                                | Clayface #1                                          | John Layman                                          | Cliff Richards                                                            |                                                      |
| Batman: The Dark Knight                              | #23.4                                                | Duela Dent\|Joker's Daughter #1                      | Ann Nocenti                                          | Georges Jeanty                                                            |                                                      |
| Detective Comics                                     | #23.1                                                | Poison Ivy #1                                        | Derek Fridolfs                                       | Javier Pina                                                               |                                                      |
| Detective Comics                                     | #23.2                                                | Harley Quinn #1                                      | Matt Kindt                                           | Neil Googe                                                                |                                                      |
| Detective Comics                                     | #23.3                                                | Scarecrow #1                                         | Peter Tomasi                                         | Szymon Kudranski                                                          |                                                      |
| Detective Comics                                     | #23.4                                                | Man-Bat #1                                           | Frank Tieri                                          | Scott Eaton y Jamie Mendoza                                               |                                                      |
| Earth 2                                              | #15.1                                                | Desaad #1                                            | Paul Levitz                                          | Yildiray Cinar                                                            |                                                      |
| Earth 2                                              | #15.2                                                | Solomon Grundy #1                                    | Matt Kindt                                           | Aaron Lopresti y Art Thibert                                              |                                                      |
| Green Arrow #23.1                                    | Green Arrow #23.1                                    | Count Vertigo #1                                     | Jeff Lemire                                          | Andrea Sorrentino                                                         |                                                      |
| Green Lantern                                        | #23.1                                                | Relic #1                                             | Robert Venditti                                      | Rags Morales y Cam Smith                                                  |                                                      |
| Green Lantern                                        | #23.2                                                | Mongul #1                                            | Jim Starlin                                          | Howard Porter                                                             |                                                      |
| Green Lantern                                        | #23.3                                                | Black Hand #1                                        | Charles Soule                                        | Alberto Ponticelli y Stefano Landini                                      |                                                      |
| Green Lantern                                        | #23.4                                                | Sinestro #1                                          | Matt Kindt                                           | Dale Eaglesham                                                            |                                                      |
| Justice League                                       | #23.1                                                | Darkseid (Cómic)\|Darkseid #1                        | Greg Pak                                             | Paulo Siqueria y Netho Diaz                                               |                                                      |
| Justice League                                       | #23.2                                                | Lobo #1                                              | Marguerite Bennett                                   | Ben Oliver y Cliff Richards                                               |                                                      |
| Justice League                                       | #23.3                                                | Dial E #1                                            | China Mieville                                       | Multiple artists                                                          |                                                      |
| Justice League                                       | #23.4                                                | Secret Society #1                                    | Geoff Johns y Sterling Gates                         | Szymon Kudranski                                                          |                                                      |
| Justice League Dark                                  | #23.1                                                | The Creeper #1                                       | Ann Nocenti y Dan DiDio                              | ChrisCross, Fabrizio Fiorentino, Tom Derenick, Wayne Faucher y Andy Owens |                                                      |
| Justice League Dark                                  | #23.2                                                | Eclipso #1                                           | Dan DiDio                                            | Philip Tan y Jason Paz                                                    |                                                      |
| Justice League of America                            | #7.1                                                 | Deadshot #1                                          | Matt Kindt                                           | Sami Basri, Keith Champagne, Carmen Carnero y Bit                         |                                                      |
| Justice League of America                            | #7.2                                                 | Killer Frost #1                                      | Sterling Gates                                       | Derlis Santacruz                                                          |                                                      |
| Justice League of America                            | #7.3                                                 | Shadow Thief #1                                      | Tom DeFalco                                          | Chad Hardin                                                               |                                                      |
| Justice League of America                            | #7.4                                                 | Black Adam #1                                        | Geoff Johns y Sterling Gates                         | Jay Leisten and Gabe Eltaeb                                               |                                                      |
| Superman                                             | #23.1                                                | Bizarro #1                                           | Sholly Fisch                                         | Jeff Johnson y Andy Smith                                                 |                                                      |
| Superman                                             | #23.2                                                | Brainiac #1                                          | Tony Bedard                                          | Pascal Alixe                                                              |                                                      |
| Superman                                             | #23.3                                                | H'El #1                                              | Scott Lobdell                                        | Dan Jurgens y Ray McCarthy                                                |                                                      |
| Superman                                             | #23.4                                                | Parasite #1                                          | Aaron Kuder                                          | Aaron Kuder                                                               |                                                      |
| Swamp Thing #23.1                                    | Swamp Thing #23.1                                    | Arcane #1                                            | Charles Soule                                        | Jesus Saiz                                                                |                                                      |
| Teen Titans                                          | #23.1                                                | Trigon #1                                            | Marv Wolfman                                         | Cafu                                                                      |                                                      |
| Teen Titans                                          | #23.2                                                | Deathstroke #1                                       | Corey Mays and Dooma Wendschuh                       | Moritat, Angel Unzueta, Robson Rocha y Art Thibert                        |                                                      |
| The Flash                                            | #23.1                                                | Gorila Grodd #1                                      | Brian Buccellato                                     | Chris Batista y Tom Nguyen                                                |                                                      |
| The Flash                                            | #23.2                                                | Reverse-Flash #1                                     | Francis Manapul y Brian Buccellato                   | Scott Hepburn                                                             |                                                      |
| The Flash                                            | #23.3                                                | The Rogues #1                                        | Brian Buccellato                                     | Patrick Zircher                                                           |                                                      |
| Wonder Woman                                         | #23.1                                                | Cheetah #1                                           | John Ostrander                                       | Victor Ibanez                                                             |                                                      |
| Wonder Woman                                         | #23.2                                                | First Born #1                                        | Brian Azzarello                                      | ACO                                                                       |                                                      |

## Serie Relacionada
- Forever Evil: Blight